# Giustina Demetz
Pour les articles homonymes, voir Demetz.
Giustina Demetz, née le 27 avril 1941 à Santa Cristina, est une skieuse alpine italienne.

## Coupe du monde
- Meilleur résultat au classement général : 9e en 1967
  - 1 victoire : 1 descente

### Saison par saison
- Coupe du monde 1967 :
  - Classement général : 9e
    - 1 victoire en descente : Sestrières (Arlberg-Kandahar)
- Coupe du monde 1969 :
  - Classement général : 25e
- Coupe du monde 1970 :
  - Classement général : 34e

## Arlberg-Kandahar
- Vainqueur de la descente 1967 à Sestrières